# Tayside
Tayside (Taobh Tatha in Gaelico scozzese) era una delle aree di consiglio regionale della Scozia adottate dal 1975 fino al 1996.
In seguito al Local Government Act del 1994, è ora diviso tra le seguenti aree amministrative:
- Perth e Kinross,
- Angus,
- Città di Dundee,

che erano i tre distretti in cui era divisa la regione.
Tayside continua ad avere un'unica organizzazione dei servizi locali; quali il comando di polizia, il distaccamento dei vigili del fuoco, la circoscrizione elettorale, il catasto e l'ente sanitario.